# Дымов, Николай Георгиевич
Николай Георгиевич Дымов (род. 27 февраля 1954 года) — генерал-лейтенант ВС РФ, заместитель командующего войсками Ленинградского военного округа в 2006—2009 годах, командующий 5-й общевойсковой армией в 2003—2006 годах.

## Биография
Окончил Московское высшее общевойсковое командное училище, Военную академию имени М. В. Фрунзе и Военную академию Генерального штаба Вооруженных Сил РФ. Прошёл путь от командира мотострелкового подразделения в Одесском военном округе до командующего общевойсковым объединением в Дальневосточном военном округе. В частности, командовал в 1997 году в течение полугода 16-й гвардейской танковой дивизией.
Служил на различных командных и штабных должностях в Одесском, Среднеазиатском, Туркестанском, Приволжском военных округах и Штабе по координации военного сотрудничества государств — участников СНГ. В 2003 году был начальником Южно-Сахалинского гарнизона (командир в/ч 11902). С июня 2003 по июнь 2006 года — командующий 5-й общевойсковой армией, в июле 2006 года назначен заместителем командующего войсками Ленинградского военного округа.
Отмечен следующими наградами:
- орден «За военные заслуги»
- медаль «В память 850-летия Москвы»
- медаль «60 лет Вооружённых Сил СССР»
- медаль «70 лет Вооружённых Сил СССР»
- медаль «За безупречную службу» I, II и III степеней
- медаль «За укрепление боевого содружества»